# Province de Rovigo
La province de Rovigo (en italien : provincia di Rovigo) est une province italienne située dans la région de Vénétie. Son chef-lieu est Rovigo.
Elle fait confins avec les provinces de Vérone, Padoue et Venise au nord, avec la province de Mantoue (en Lombardie)  à l’ouest, et avec la province de Ferrare (en Émilie-Romagne) au sud. Elle borde la mer Adriatique à l’est.

## Géographie

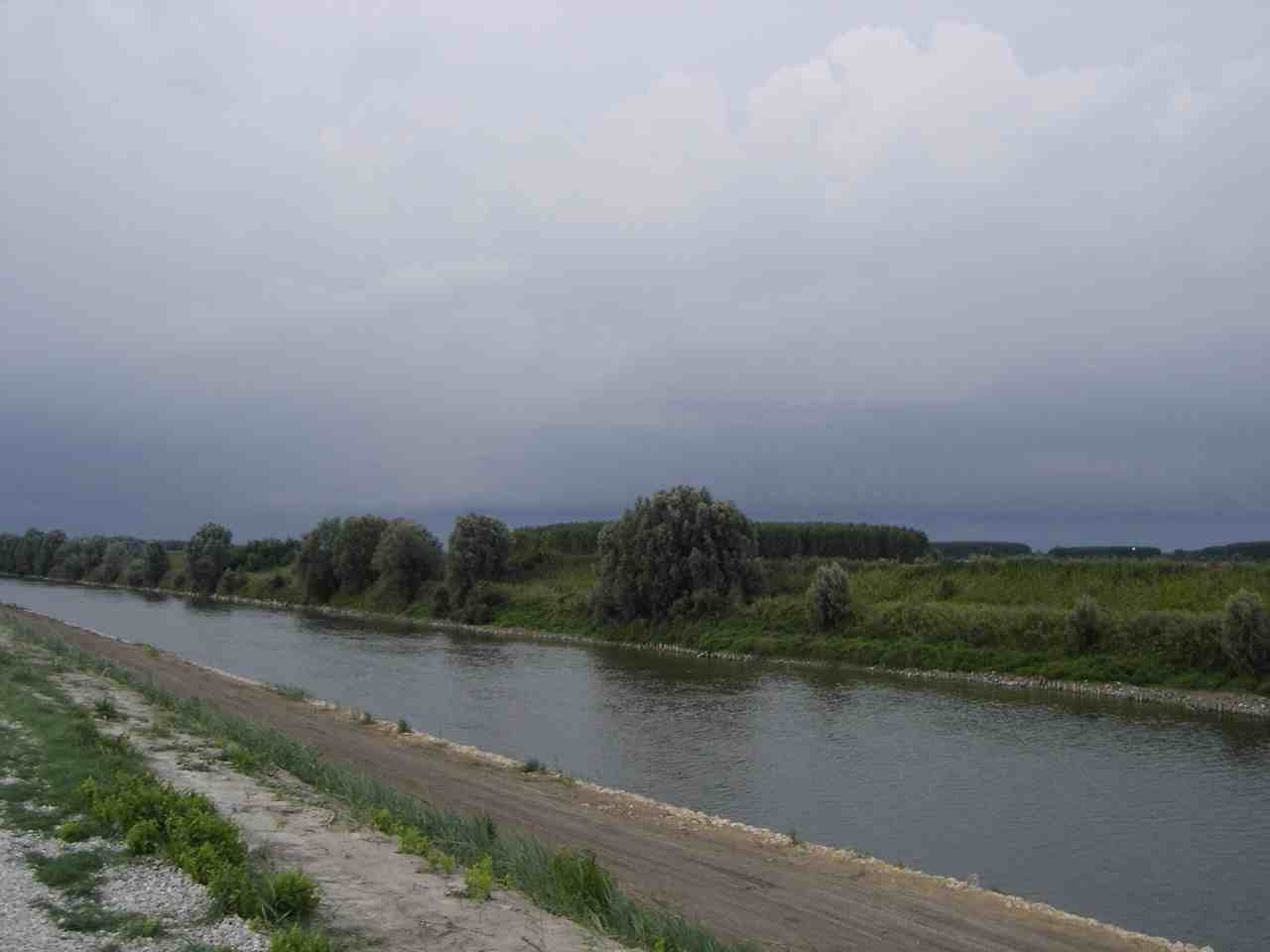
Le fleuve Adige à son entrée dans la province, à Badia Polesine.

Le territoire de la province est entièrement en plaine (Plaine du Pô) et fait partie de la région géographique de l’actuelle Polésine, dont il occupe presque l’entière superficie (exception faite d’une portion des Valli Grandi Veronesi, à l’extrême ouest et une partie de la commune de Cavarzere au centre-est).
La province s’étend horizontalement sur environ 100 km, des confins de la province de Vérone au littoral adriatique, où se trouvent les embouchures du Pô, dans les communes de Rosolina, Porto Viro, Porto Tolle et Ariano nel Polesine.
Sa largeur est d’environ 18 km, du nord au sud, avec une superficie de 1 789 km2 et une altitude comprise entre -2 et 15 mètres par rapport à la mer.
La limite sud est le fleuve Pô, depuis la commune de Melara jusqu’à l’embouchure du Pô de Goro.
La limite nord est le fleuve Adige, de la commune de Badia Polesine à l’embouchure du fleuve.
La partie orientale correspond au Delta du Pô qui s’étend constamment à cause des sédiments apportés par les fleuves.
Les fleuves Pô et Adige sont le premier et troisième fleuves italiens de par leur débit, avec lesquels il faut compter un troisième fleuve, le Tartaro-Canalbianco-Pô du Levant, qui traverse la province dans toute sa longueur. Ce qui fait que la plus grande quantité d’eau douce d’Italie passe par la province de Rovigo. La gestion de cette énorme quantité d’eau nécessite un grand nombre de canaux de drainage pour l’assainissement des terrains, dont certains sont sous le niveau de la mer.
D’autres cours d’eau, d’une importance actuelle plutôt historique, qui sont l’Adigetto (naviglo utilisé pour la navigation) et qui correspond à l’antique lit de l’Adige, le Poazzo l’antique lit du Pô et la Fossé Polesella (enterré par les crues de 1951).
La formation relativement récente du territoire, a été sujette aux phénomènes de subsidence, soit à cause des travaux d’assainissement, soit à cause de l’extraction des gaz méthanifères du sous-sol entre les années 1950-60 et suspendue en 1965.
Le climat est semi-continental et conditionné par une humidité notable, avec des étés étouffantes et hivers brumeux ; les précipitations rentrent dans la norme et se concentrent au printemps et automne.
La province est traditionnellement divisée en trois zones géographiques :
- le haut-Polésine, chef-lieu Badia Polesine;
- le moyen-Polésine, chef-lieu Rovigo ;
- le bas-Polésine, chef-lieu Adria.

Les autres centres important de la province sont Porto Viro, Lendinara, Porto Tolle et Taglio di Po et Occhiobello.

### Voies de communication
La route principale à l’intérieur de la province est la Transpolesana (SS434) qui relie Vérone à Rovigo.
La "Adriatica" (SS16) qui la traverse et qui relie Padoue à Ferrare, en passant par Rovigo.
Le territoire est également traversé, nord-sud, par l’Autoroute italienne A13 (Bologne-Padoue), avec embranchement sur la Transpolesana (SS434). À l’est, en direction nord-sud, la SS Romea qui relie Venise à Ravenne.

## Communes principales
Les 10 principales communes avec Nb. Habitants, superficie, densité et altitude ( au 01/03/2010):
| Pos. | Commune        | Population (hab) | Superficie (km²) | Densité (hab/km²) | Altitude (m s.l.m.) |
| ---- | -------------- | ---------------- | ---------------- | ----------------- | ------------------- |
| 1er  | Rovigo         | 52 430           | 108,55           | 483               | 7                   |
| 2e   | Adria          | 20 442           | 113,51           | 180,1             | 4                   |
| 3e   | Porto Viro     | 14 696           | 133,37           | 110,2             | 2                   |
| 4e   | Lendinara      | 12 251           | 55,40            | 221,1             | 9                   |
| 5e   | Occhiobello    | 11 433           | 32,62            | 350,5             | 8                   |
| 6e   | Badia Polesine | 10 907           | 44,52            | 245               | 11                  |
| 7e   | Porto Tolle    | 10 200           | 227,63           | 44,8              | 1                   |
| 8e   | Taglio di Po   | 8 528            | 79,01            | 107,9             | 0                   |
| 9e   | Rosolina       | 6 481            | 73,07            | 88,7              | 1                   |
| 10e  | Villadose      | 5 261            | 32,5             | 161,9             | 3                   |

## Démographie
- 1871 = 200 538
- 1901 = 222 057
- 1921 = 289 379
- 1951 = 357 963 (sommet)
- 1971 = 251 900
- 2001 = 242 538

La province ressent encore aujourd’hui le phénomène de l’émigration, surtout des jeunes qui vont travailler dans des zones plus développées (industrialisées) d’Italie. Il existe aussi un phénomène migratoire des zones rurales vers les zones urbaines.

## Histoire

### Antiquité
À l’époque antique, le territoire de la province fut colonisé par les Grecs, qui aux XIIe et XIe siècles av. J.-C., fondèrent la cité d’Adria.
Aux VIe et Ve siècles av. J.-C., la cité fut refondée par les Étrusques, qui occupèrent aussi la partie méridionale du territoire, alors que dans la partie septentrionale s’établirent les Vénètes, ensuite occupée par les Romains.
À l’époque médiévale, le territoire fut gouverné par la Maison d'Este, mais n’avait sa propre unité administrative, car divisée en podestats (unité administrative du Duché d’Este).

### Moyen Âge
Les premiers à reconnaître l’unité administrative du territoire les vénitiens quand, à la suite de la guerre du sel (1482-1484), ils occupèrent la partie septentrionale de la Polésine dont le chef-lieu fut établi à Rovigo. Les limites furent établies sur le Canalbianco à l’exception de Polesella, Guarda Veneta et Adria, alors que la dite Transpadana Ferrarese resta à Este.
Le delta du Pô (sauf Ariano nel Polesine et Corbola) faisait partie du Dogado.

### Renaissance
La Maison d’este une fois chassée, la domination vénitienne s’établit pour trois longs siècles sans apporter à la Polésine le développement espéré. Au terme d’une guerre féroce, entre la fin XVe et la première décennie du XVIe siècle, la situation économique de la Polésine devint désastreuse par une politique d’exploitation et d’expropriation de type colonial.
Ce fut seulement à la suite du Congrès de Vienne de 1815 que les confins méridionaux furent positionnés sur le Pô. Alors qu’en 1851, le Delta passa de la province de Venise à la province de Rovigo, tel qu’il est aujourd’hui.

## Nature
Le delta du Pô est reconnu au patrimoine mondial par l’UNESCO; la partie en province de Rovigo constitue le Parc régional du Delta du Pô (Vénitie) .

## Économie
Au point de vue économique, la province de Rovigo a maintenu une nette vocation agricole et n'a été que marginalement intéressée par le rapide développement industriel qui a touché, dans les années 1970-80, les autres provinces vénètes et le nord-est en général. Au niveau industriel, la zone la plus touchée est celle qui se situe sur l’axe routier SS Romea avec les centres de Porto Viro, Taglio di Pô, Rosolina.
Sur le territoire, la culture est principalement tournée vers les céréales avec le blé, maïs, riz  et vers les fruits avec la pomme, pêche, poire, prune, et diverses plantes potagères.
L'aquaculture, dans les marais ouverts sur la mer (valli) du delta du Pô, comme les anses de Scardovari, Bottonera, Canarin, Basson), ainsi que dans les nombreuses zones marécageuses comprises entre les barres du Pô (anguille, moule, ...), où la pêche se pratique à partir de « cabanons » ou de barques à fond plat.
La pêche traditionnelle en mer est aussi représentée par de petits ports comme les hameaux de Scardovari et Pila de la commune de Porto Tolle, Porto Levante.
Les industries sont du type moyenne et petite qui concernent surtout le domaine agro-alimentaire (sucre de betterave), mécanique, travail du bois, textile-habillement, construction et matériaux de construction.
La centrale thermoélectrique de Porto Tolle, actuellement en phase de reconversion de pétrole au charbon, produit environ 8 % du besoin national en énergie électrique.
Une centrale solaire de 72 Mw est construite en 2010, d'une surface de 850 000 m2, ce qui en fait la plus grande d'Europe.

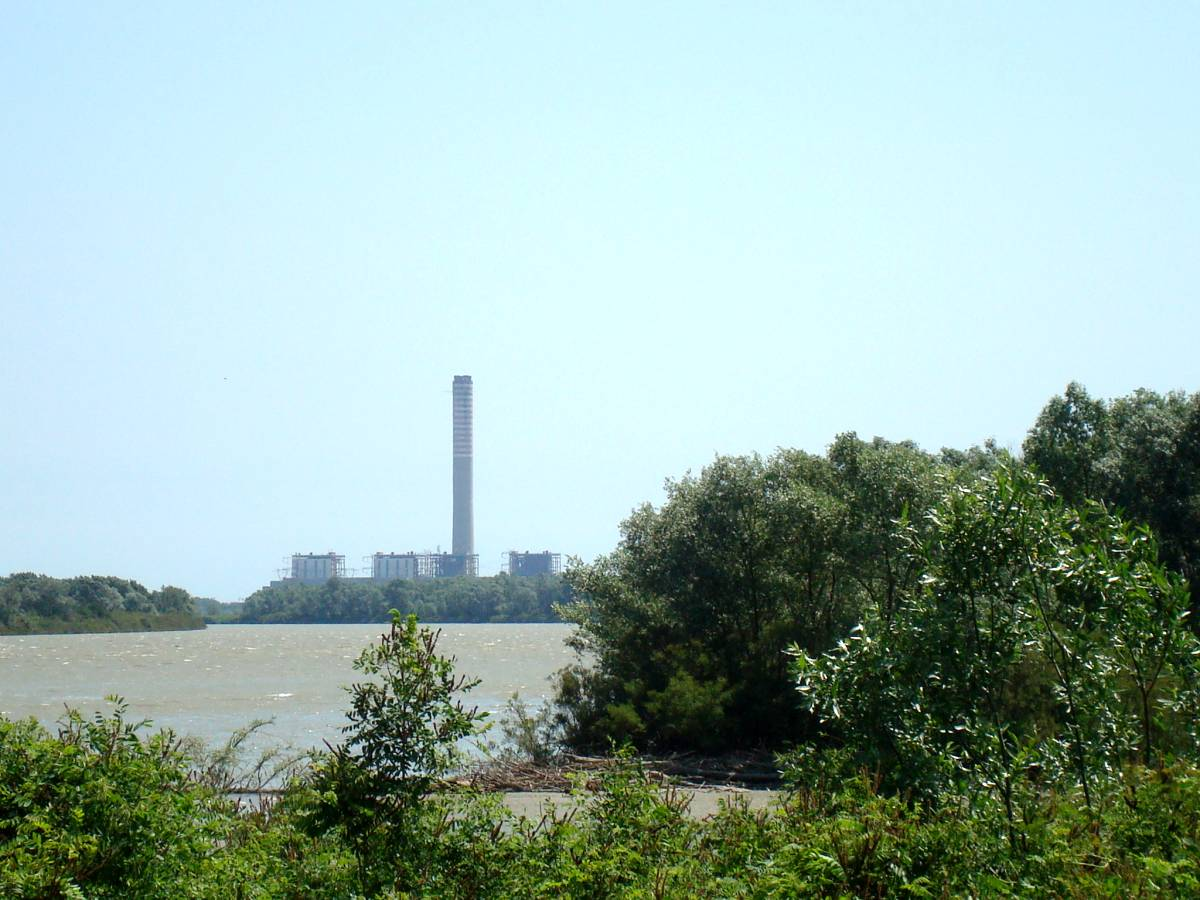
Centrale thermoélectrique de Polesine Camerini
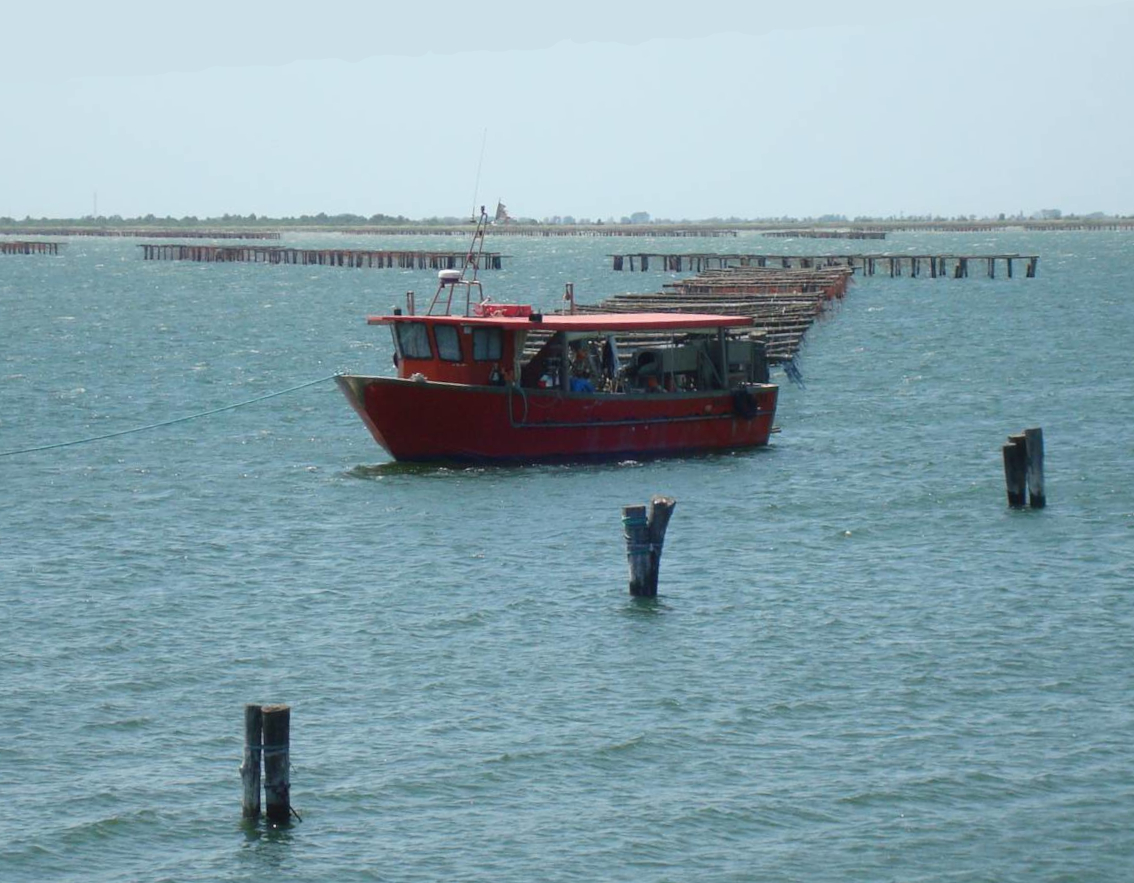
Anse de Scardovari
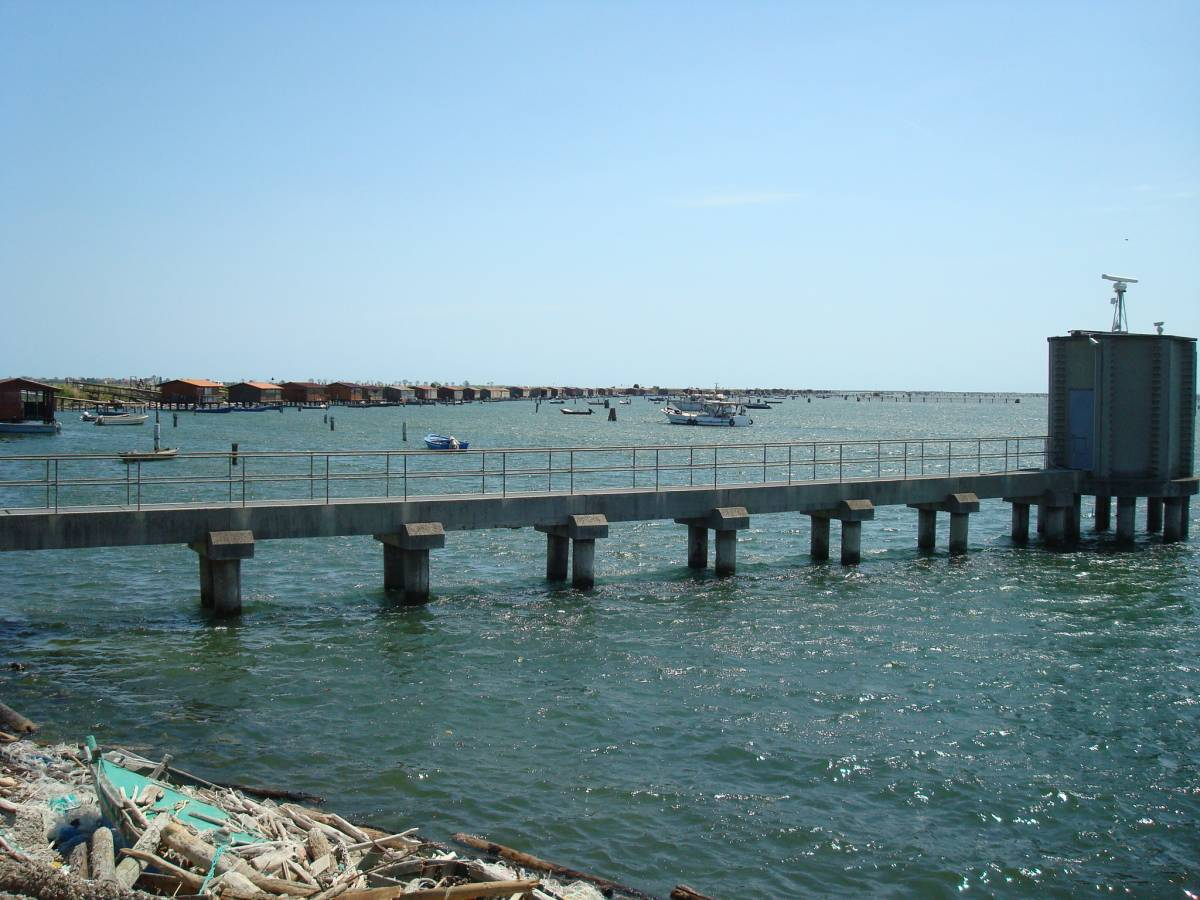
Cabanes de pêche
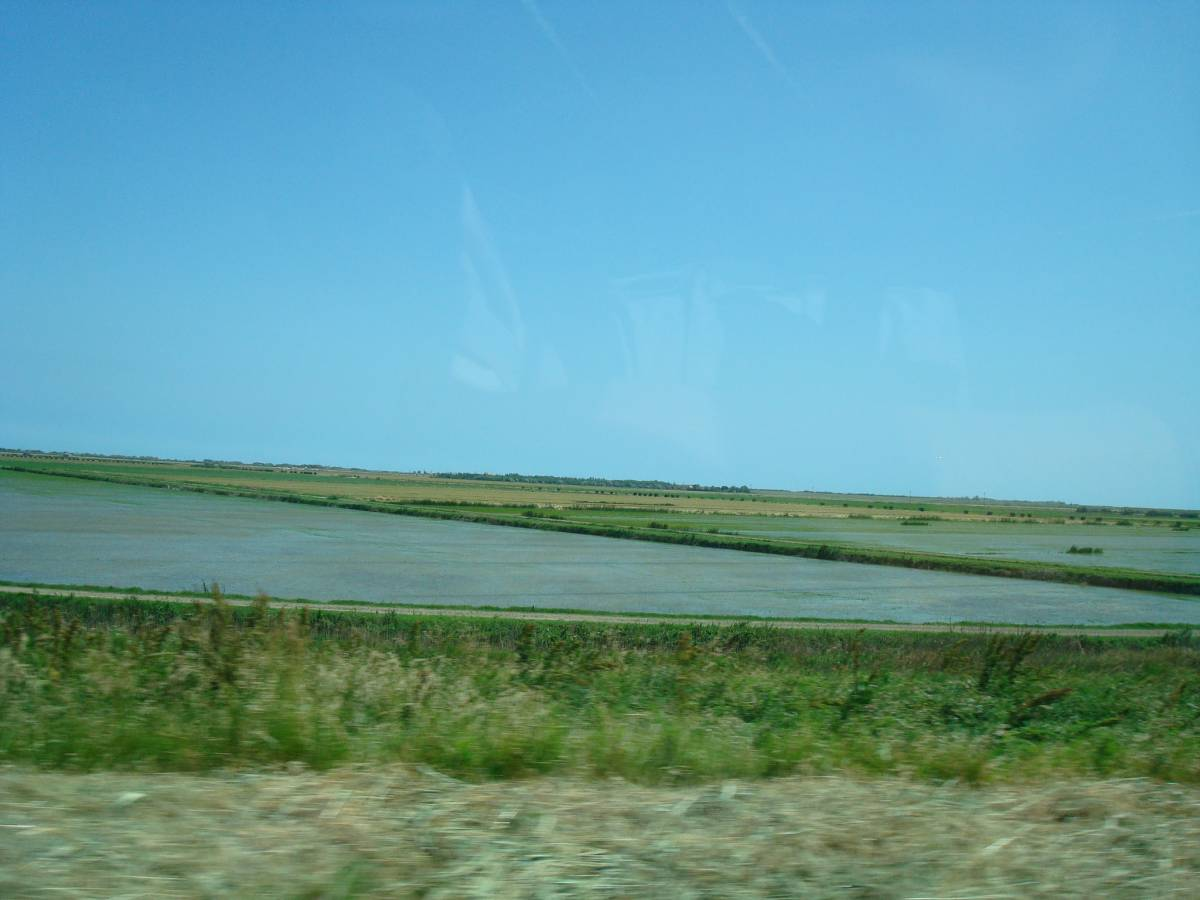
Les rizières de Porto-Tolle
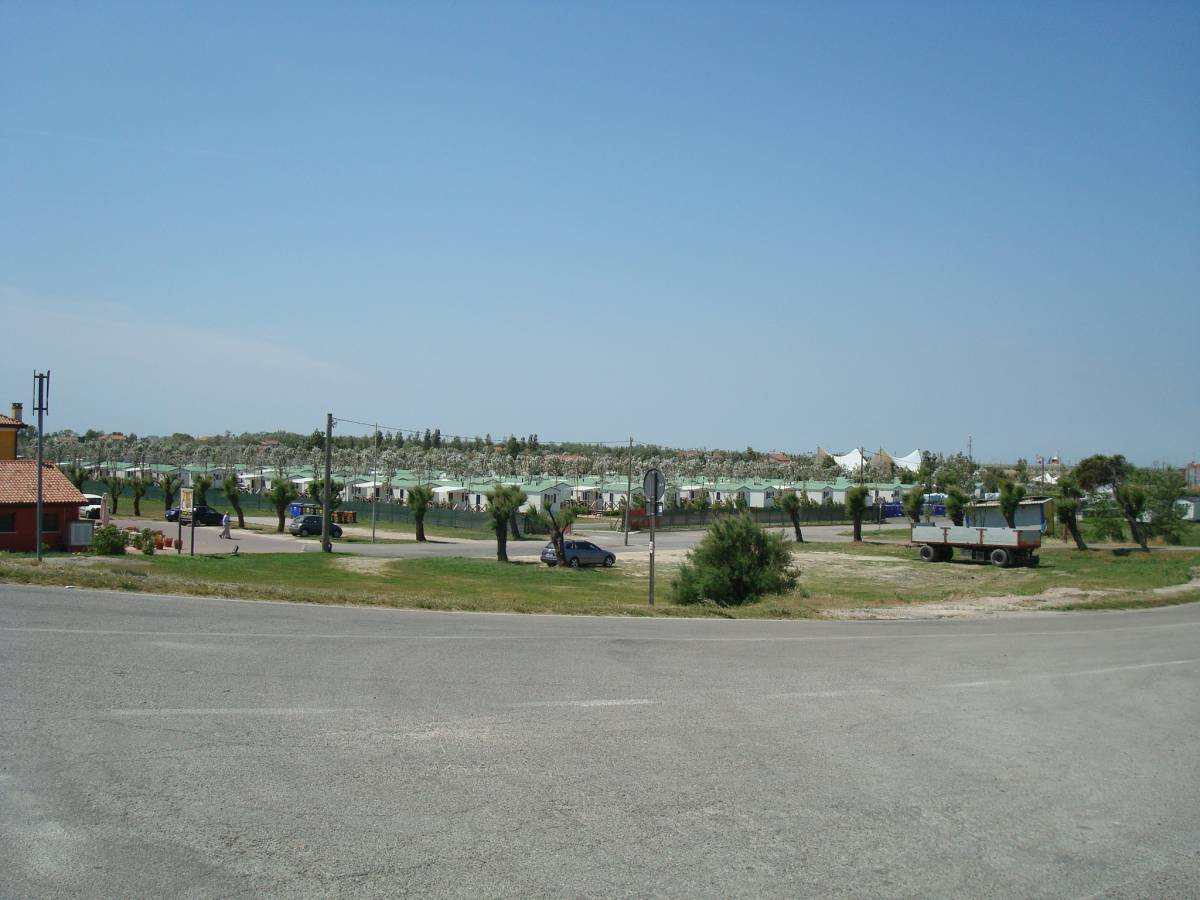
Station balnéaire de Barricata

## Culture
Comme d’autres administrations de Vénétie, la province de Rovigo, contrairement à d’autres régions voisines, manque d’autonomie au point que le Conseil Provincial a, en signe de provocation, voté à l’unanimité le passage de la province de la Vénétie au Trentin-Haut-Adige.

## Tourisme
Outre le delta du Pô intéressant pour le tourisme vert, en province de Rovigo se trouvent de fameux centres touristiques et balnéaires comme Rosolina Mare et l'île d’Albarella.
L’art est représenté à Rovigo, mais aussi à Fratta Polesine, pour ses riches villas visitables, comme la Villa Badoer, œuvre de l’architecte Andrea Palladio, et l'abbatial de la Vangadizza à Badia Polesine.

### Crédits de traduction
- (it) Cet article est partiellement ou en totalité issu de l’article de Wikipédia en italien intitulé « Provincia di Rovigo » (voir la liste des auteurs).